# Кально
Кально (пол. Kalno, нім. Kallendorf) — село в Польщі, у гміні Жарув Свідницького повіту Нижньосілезького воєводства.
Населення — 381 особа (2011).
У 1975-1998 роках село належало до Валбжиського воєводства.

## Демографія
Демографічна структура станом на 31 березня 2011 року:
|          | Загалом | Допрацездатний вік | Працездатний вік | Постпрацездатний вік |
| -------- | ------- | ------------------ | ---------------- | -------------------- |
| Чоловіки | 180     | 38                 | 130              | 12                   |
| Жінки    | 201     | 50                 | 121              | 30                   |
| Разом    | 381     | 88                 | 251              | 42                   |